# 北里大學

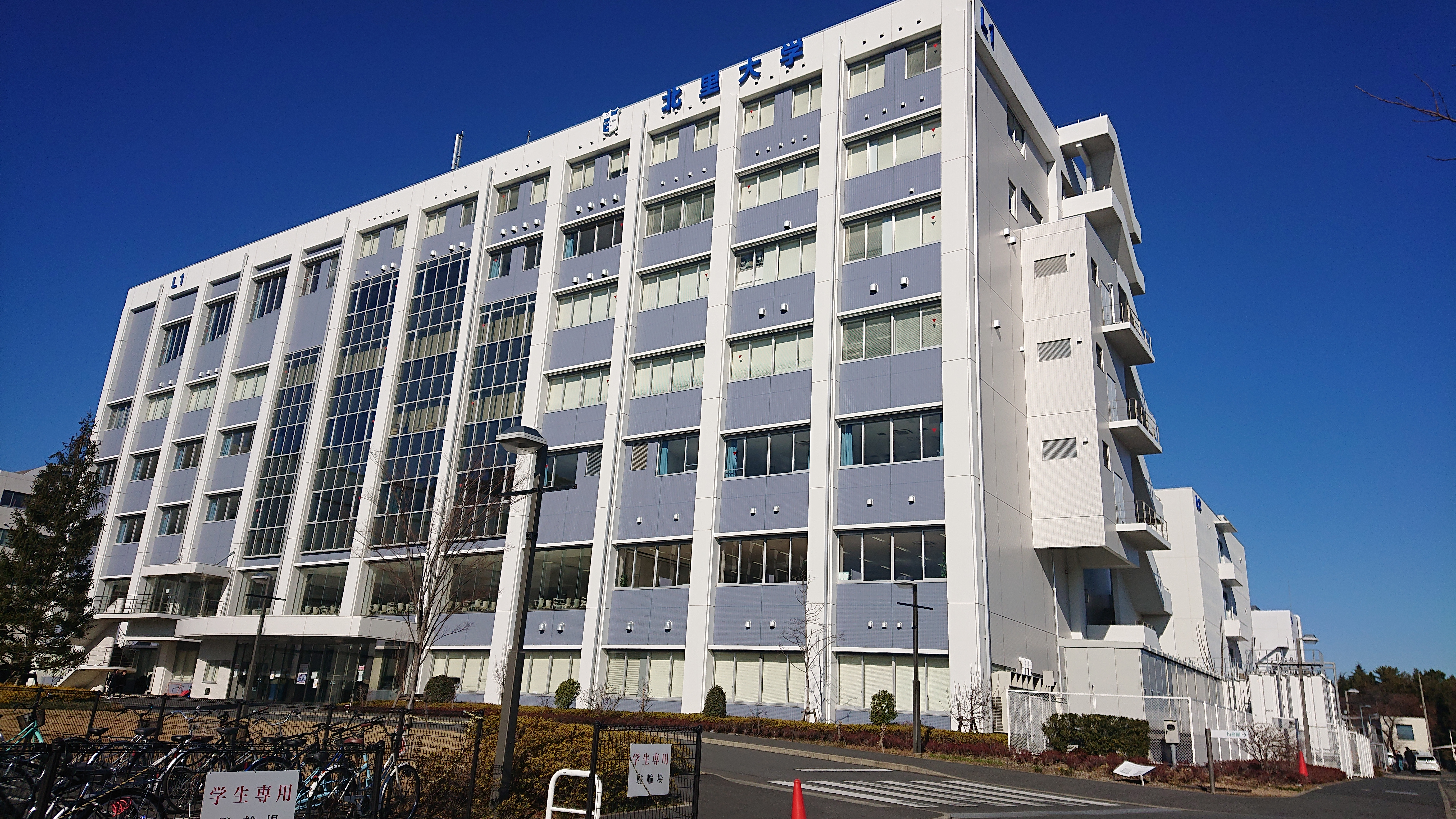
北里大学相模原校区

北里大學（日语：／ Kitasato daigaku），是本部位在東京都港區的小型私立大學，1962年設校，簡稱北里、北里大，該大學專攻醫學及生物科學，並為北里研究所體系的一員，附屬機關有4間北里醫院、2個獨立研究所、2所保健看護專校。

## 历史
日本細菌學之父、首屆諾貝爾獎候選人北里柴三郎分別於1893年、1912年創立了北里大學的前身「土筆岡養生園」與「北里研究所」。1962年，北里研究所在原地增設「北里大學」，專攻生命科學、健康科學，以紀念研究所創立50週年。
北里大學目前轄有8個學部：藥學部、獸醫學部、醫學部、海洋生命科學部、看護學部、理學部、醫療衛生学學部、一般教育部。

### 大學精神
「開拓」
「報恩」
「睿智與實踐」
「不屈不撓」
校歌
「生命的北辰（いのちのほくしん）」。
| - 北里研究所 - 北里研究所（博物館明治村） |

### 校區
- 相模原校區（神奈川縣相模原市南區北里）
- 白金校區（東京都港區白金）
- 十和田校區（青森縣十和田市東二十三番町）

## 教學與研究

### 尖端研究
諾貝爾獎得主大村智畢生服務於北里研究所·北里大學，他發現與開發的伊維菌素、阿維菌素被世界衛生組織（WHO）指定為治療蟠尾絲蟲症的特效藥，已拯救2億人口免於死亡。校內安放了一座布基納法索雕塑家恭塑的大村智銅像，紀念此一功績。北里大學校長、理事長在2015年10月5日的祝賀聲明中說：
|  | 北里研究所的創始人北里柴三郎博士，曾在德國成功培養破傷風菌、確立血清療法，名列首屆諾貝爾生理學或醫學獎候選人，卻留下反常落選的遺憾。如今超過一世紀後，大村教授獲得了諾貝爾獎，可謂繼承了北里博士的學統，令人感慨萬千。 去年11月是北里研究所創立100週年，北里大學創立50周年。今年是我們新的百年的第一步，在如此具紀念性的一年遭逢如此喜事，已非偶然幸運所能言之。 |

2014年，馬渕清資（页面存档备份，存于）教授的團隊獲得搞笑諾貝爾獎（物理學獎）。

### 大學排名
自2000年開始，東洋經濟新報社每年出版大學排名「Truly Strong Universities」（本当に強い大学），根據財務實力、教研品質（包括入學難度）、畢業出路（就職狀況）三大指標，評選「全日本100強」的大學。北里大學近年排名：
2012年：第21名
2013年：第24名
國際排名
- 上海交大世界大學學術排名（ARWU）：日本第39名（2013年）[5]
- QS亞洲大學排名：第151-160名（2014年）[6]
- 沙烏地阿拉伯世界大學排名（CWUR）：第726名（2014年）[7]
- 萊頓大學世界大學論文引用排名（CWTS）：第720名，日本第27名（2014年）[8]

## 北里研究所體系
- 北里研究所（日语：北里研究所）
- 北里大学附属病院
  - 北里研究所醫院（日语：北里研究所病院）
  - 北里大學醫院（日语：北里大学病院）
  - 北里大學東醫院（日语：北里大学東病院）
  - 北里大學醫療中心（日语：北里大学メディカルセンター）
- 生物製劑研究所
- 北里大學東洋醫學綜合研究所（日语：北里大学東洋医学総合研究所）
- 臨床藥理研究所
- 北里生命科學研究所
- 基礎研究所
- 北里圖書館

## 知名教授
- 大村智 - 諾貝爾生理學或醫學獎得主
- 向山光昭（英语：Teruaki Mukaiyama） - 原教授，有機化學大師，發現向山羥醛反應
- 渡邊昌彥（日语：渡邊昌彦） - 大腸疾患專家
- 福田宏（日语：福田宏 (工学者)） - 工程學家
- 馬渕清資 - 搞笑諾貝爾獎得主

## 知名校友
- 樋口俊一（日语：樋口俊一） - 衆議院議員
- 石森久嗣（日语：石森久嗣） - 衆議院議員
- 市原健一（日语：市原健一） - 筑波市市長
- 郭錦堂 - 中國醫藥大學教授
- 李巍 - 北京師範大學教授

## 海外關係
北里大學與許多世界頂尖大學締結「姊妹校」，擁有長期合作關係：
美國
- 哈佛醫學院
- 哈佛大學公共衛生學院
- 加州大學洛杉磯分校（UCLA）看護學院
- 普渡大學
- 德州大學安德森癌症中心
- 夏威夷大學醫學院
- 肯塔基大學藥學院
- 田納西大學
- 喬治亞大學
- 俄勒岡健康與科學大學
- 威廉與瑪麗學院

英國
- 劍橋大學醫學院

德國
- 馬爾堡大學醫學院

加拿大
- 卡爾加里大學醫學院

中國
- 吉林大學醫學院

北里大學促使日本政府無償提供26億日圓，建立「吉林大學中日聯誼醫院」

## 附屬學校
- 北里大學保健衛生專門學院（日语：北里大学保健衛生専門学院）
- 北里大學看護專門學校（日语：北里大学看護専門学校）

## 外部連結
- 北里大學（页面存档备份，存于）（日語）